# Jiří Frajdl
Jiří Frajdl (7. ledna 1930 Praha – 3. července 2019) byl český historik a archivář.

## Život
Vystudoval Filozofickou fakultu Univerzity Karlovy. Po studiích působil jako ředitel Východočeského muzea v Pardubicích a jako ředitel Státním oblastním archivu v Zámrsku. V Hradci Králové posléze od roku 1969 vyučoval na Vysoké škole pedagogické pomocné vědy historické a vexikologii. Byl členem Klubu historiků. Ve svém díle se zaměřoval na oblast dějin Východních Čech.
V senátních volbách v roce 1996 kandidoval jako člen KSČM v senátním obvodu č. 45 – Hradec Králové do Senátu PČR. Se ziskem 14,54 % hlasů se v prvním kole volby umístil na 4. místě a do druhého kola voleb tak nepostoupil.